# قلعة شاتو دي بيلي

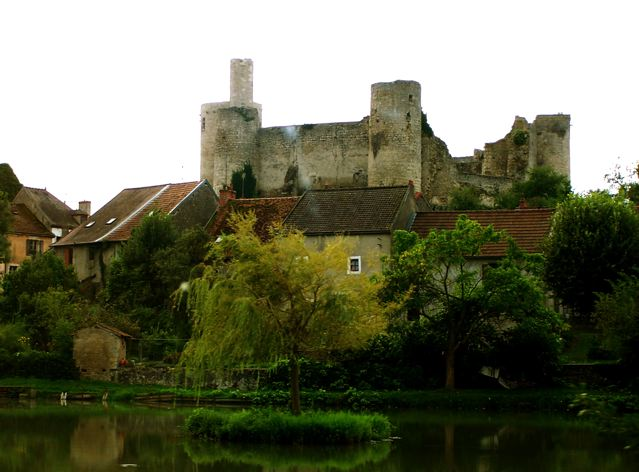

شاتو دي بيلي قلعة دُمرت ما بين القرن 13و14 ميلادي في بلدة في بيلي في إقليم ألير في فرنسا.

## تاريخها
شاتو دي بيلي كانت من ممتلكات (البوربون) من قاموا ببنائها في القرون الأولى من وجودها.
كانت المدينة المحصنة في بيلي ومحافظة بووربونيس جزءا من سيادة البوروبون. وظلت كلًا من القلعة وهذه السيادة القوية حتى الثورة الفرنسية عام 1987.

## الهندسة المعمارية
لدى الحصن الرئيسي تصميم بيضاوي الشكل بالإضافة إلى برج مراقبة سداسي الشكل على المناطق الإدارية وشوارعها والتي تنحني حول جدران القلعة. وتحرس هذه القلعة الصغيرة المداخل، ويحتوي الجدار الجنوبي للقلعة على ممشى يعرض منظر رائع لوادي ألير. ويملك القطاع الخاص هذه القلعة وهي مفتوحة لعامة الشعب.
وقد اعتبرتها وزارة الثقافة الفرنسية عام 1921 معْلماً تاريخياً.